# Martin Lücker

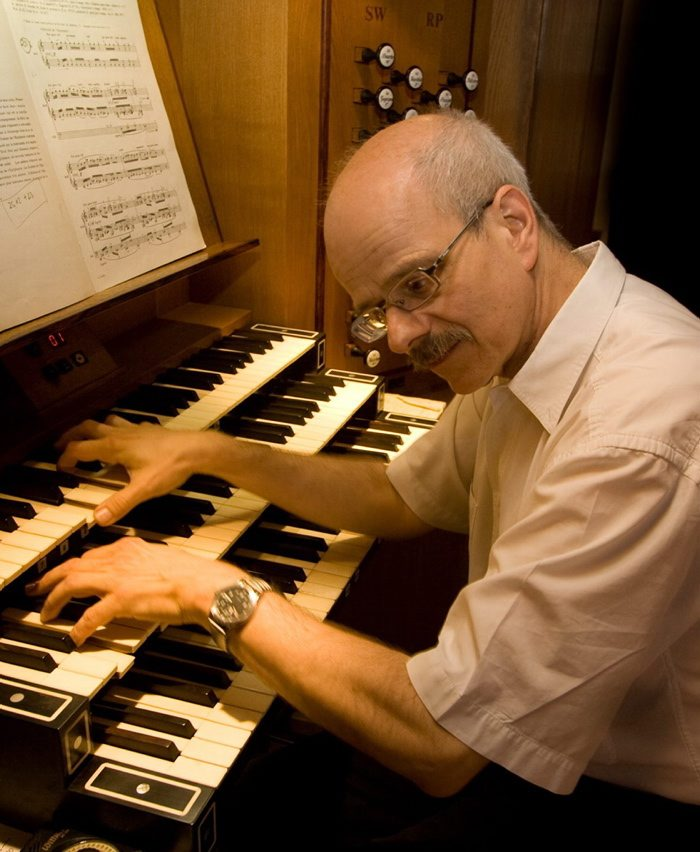
Martin Lücker

Martin Lücker (Preußisch Oldendorf, 1 oktober 1953) is een Duits organist, dirigent en muziekpedagoog.

## Levensloop
Lücker studeerde orgel in Hannover en in Wenen bij Anton Heiller. Hij leerde klavecimbel in Boston en dirigeren in Detmold. Onder zijn leraars: Wolfgang Auler en Volker Gwinner. 
Door het winnen van vier prijzen in belangrijke internationale orgelwedstrijden, legde hij de basis voor zijn naambekendheid en voor een succesvolle concertcarrière. Pas 20 geworden, won hij de Derde Prijs in het orgelconcours dat driejaarlijks georganiseerd wordt in Brugge in het kader van het Festival Musica Antiqua. Hij kreeg er ook de Publieksprijs. Hij behaalde de Eerste prijs op het internationaal concours in Neurenberg, de Derde prijs op het ARD-concours in München en de Felix Mendelssohn Bartholdy-Prijs van de Pruisische Cultuurstichting in 1974.
Van 1975 tot 1982 was hij docent in het Conservatorium voor Kerkmuziek in Herford en van 1979 tot 1983 ook koorleider en repetitor in de opera's van Detmold en Frankfurt am Main. 
In 1983 werd hij titularis van het grote orgel in de Evangelische Katharinenkirche in Frankfurt am Main. 
Vanaf dat jaar organiseerde hij in zijn kerk tweemaal per week de dertig minuten durende middagconcerten "30 Minuten Orgelmusik". Midden het drukke Frankfortse leven is dit een soort institutie geworden, met een vast publiek. Gedurende de meer dan 2600 concerten die tussen 1983 en 2010 al werden gegeven, werd een onvergelijkelijk aanbod geboden van het orgelrepertoire, op het beroemde Rieger orgel van de Katharinenkirche.
Martin Lücker is in vele landen van Europa en in Noord-Amerika opgetreden. Hij speelde op grote orgels in indrukwekkende zalen: Gewandhaus in Leipzig, Philharmonie in Dortmund, Essen en Keulen. Daarnaast uiteraard ook in kerken, zoals in de kathedraal van Merseburg en de Saint-Sulpicekerk in Parijs. Hij heeft ook vaak gespeeld met grote orkesten zoals NDR Sinfonieorchester Hamburg, Gürzenich-Orchester Köln, Tonhalle Orchestra Düsseldorf, Museumsorchester Frankfurt, Young German Philharmonic and Ensemble Modern. 
Geprezen om zijn communicatieve vaardigheden, is hij ook zeer gevraagd als animator van workshops, voor lezingen, inleidingen op concerten, enz. Ook als jurylid voor internationale wedstrijden is hij zeer gevraagd. In 1997 was hij jurylid voor het internationaal orgelconcours in Brugge.
Lücker is ook sinds 1988 docent orgel aan de Muziekhogeschool van Frankfurt am Main, sinds 1998 hoogleraar voor orgelspel en methodiek en didactiek van het orgelonderricht.
Talrijke opnamen staan op zijn naam, met inbegrip van de twee cd's "Eine Weimarer Tonleiter" en "Leipziger Spätwerke" (Hänssler Edition) die controverse ontketenden over de manier om het werk van Bach te interpreteren.
Aan de basis van Lückers uitvoeringspraktijk bevindt zich het werk van Johann Sebastian Bach (hij heeft gewerkt op Die Kunst der Fuge, BWV 1080) maar daarnaast is zijn repertoire bijzonder gevarieerd, gaande van Oude Muziek tot aan de grote meesterwerken van de 19de en 20ste eeuwen.